# Dimitry Imbongo
Dimitry Imbongo Boele (* 28. März 1990 in Kinshasa, Zaire) ist ein französisch-kongolesischer ehemaliger Fußballspieler.

## Karriere
Imbongo, dessen Eltern aus Frankreich und dem Kongo stammen, wurde in Zaire geboren und wuchs im französischen Nanterre auf, in dessen Heimatverein er auch mit dem Fußballspielen begann. Für den Fußball zog er nach Deutschland, um für die zweite Mannschaft des TSV 1860 München zu spielen, mit dem er 2009 bis 2011 auf 44 Regionalliga-Einsätze mit 12 Toren kam. Nachdem er bereits drei Spiele in der Saison 2011/12 für die Reservemannschaft absolviert hatte, folgte sein Wechsel zum Drittligisten SV Darmstadt 98, für den er am 10. September 2011 sein erstes Drittligaspiel gegen Wacker Burghausen bestritt. In 13 Drittligaspielen gelang dem Stürmer kein Tor, sodass sich der Verein am Saisonende von ihm trennte.
Im Sommer 2012 wechselte er zu New England Revolution in die Major League Soccer. Nach einem Gastspiel bei den Colorado Rapids von November 2014 bis Februar 2015 wechselte Imbongo in die zweite österreichische Liga zum Kapfenberger SV. Im Februar 2016 wechselte er zum Ligakonkurrenten LASK. Nach dem Aufstieg in die Bundesliga verließ er den Verein nach der Saison 2016/17. Im Oktober 2017 wechselte er zum Zweitligisten FC Wacker Innsbruck, bei dem er einen bis Juni 2018 laufenden Vertrag erhielt. Nach dem Aufstieg in die Bundesliga verließ er die Innsbrucker zur Saison 2018/19.
Im August 2018 wechselte er nach Deutschland zum Regionalligisten Alemannia Aachen, für den er in 27 Spielen elfmal traf und mit dem er am Ende Sechster wurde.
Ein Jahr später unterschrieb der Angreifer beim Drittligisten SG Sonnenhof Großaspach einen Einjahresvertrag. Nach 18 Ligaeinsätzen und je drei Toren und Vorlagen (zweitbester, mannschaftsinterner Wert) in der Hinrunde reiste er in der Winterpause nicht mit dem restlichen Kader ins Trainingslager und erhielt vom Verein die Freigabe, sich einen neuen Verein zu suchen. Ausschlaggebend für die Entscheidung seien „[nicht] nur sportliche Gründe“ gewesen. Wenig später wurde der Vertrag aufgelöst. Am 21. Januar 2020 unterzeichnete Imbongo einen Einjahresvertrag beim finnischen Erstligisten FC Lahti. Nach einem Jahr wechselte er im Februar 2021 zu Barakaldo CF in die Segunda Division B nach Spanien.
Sein Gastspiel in Spanien sollte nur von kurzer Dauer sein und Imbongo kehrte bereits im Sommer 2021 nach Deutschland zurück. Im Juli 2021 schloss er sich in der Regionalliga West dem SC Fortuna Köln an. In der Spielzeit 2021/22 kam er auf 21 Einsätze in der Liga und erzielte dabei 3 Treffer für die Fortuna. Im Mittelrheinpokal absolvierte er 3 Spiele, bei denen er 1 Treffer erzielen konnte. Mit der Fortuna erreichte er das Finale im Wettbewerb, welches jedoch mit 0:2 gegen FC Viktoria Köln verloren wurde. Nach einer Spielzeit bei der Fortuna gehen Spieler und Verein im Sommer 2022 bereits getrennte Wege.
Im Juli 2022 schloss sich Imbongo erneut Alemannia Aachen an. Imbongo trainierte bereits 2 Wochen vor Vertragsunterzeichnung bei der Alemannia mit.